# Генеральская волость (Новоузенский уезд)
Генеральская во́лость — административно-территориальная единица, входившая в состав Новоузенского уезда Самарской губернии. 
Административный центр - село Генеральское.
Население волости составляли преимущественно русские и малороссы, православные.
В период до установления советской власти волость имела аппарат волостного правления, традиционный для таких административно-территориальных единиц Российской империи.
Волость располагалась в северо-западной части Новоузенского уезда, по левую сторону от реки Волги. Согласно карте уездов Самарской губернии 1912 года волость состояла из двух частей. Основной участок граничил на севере - с Саратовской губернией, на юге и севере с Покровской волостью, на востоке - с Красноярской волостью. Севернее основной части территории к вдоль реки Волги располагался небольшой чересполосный участок, граничивший с Красноярской волостью.
Территория бывшей волости является частью земель Энгельсского района Саратовской области (административный центр области — город Саратов).

## Состав волости
| № | Населённые пункты (без хуторов) | Население (1889 год) | Население (1910 год) | Преобладающие национальности, вероисповедания | Современное состояние   |
| - | ------------------------------- | -------------------- | -------------------- | --------------------------------------------- | ----------------------- |
| 1 | село Генеральское               | 2113                 | 2485                 | русские и малороссы, православные             | село, Энгельсский район |
| 2 | выселок Шалов                   | 171                  | 191                  | русские и малороссы, православные             | не существует           |
| 3 | село Шумейка                    | 1520                 | 1939                 | малороссы, православные                       | село, Энгельсский район |